# Dent Island (Neuseeland)
Dent Island ist eine der Campbell-Inseln, einer Gruppe kleiner subantarktischer Inseln vor der zu Neuseeland gehörenden Insel Campbell Island im südlichen Pazifischen Ozean.

## Geographie
Die 635 m lange und bis zu 440 m breite Insel befindet sich 1,6 km nördlich der Cattle Bay vor der südwestlichen Landzunge von Campbell Island. Sie erhebt sich mit ihren steil abfallenden Felsen bis zu 154 m aus dem Meer.

## Geologie
Dent Island besteht aus Basalt-Gestein. Die Insel entstand durch Erosion und war ursprünglich Teil des ehemaligen Vulkans, der die Insel Campbell Island im späten Känozoikum bildete.

## Flora und Fauna
Im Jahr 1975 wurde die als ausgestorben geltende Campbell-Ente auf Dent Island wiederentdeckt. Die als endemisch geltende Art verschwand auf Campbell Island, da ihre Eier von durch Europäer eingeschleppten Ratten gefressen wurden und somit kein Nachwuchs mehr entstehen konnte. Da Dent Island rattenfrei war, konnten wenige Exemplare der Entenart dort überleben. Sie wurden für die Aufzucht und Erweiterung ihrer Population genutzt, sodass im Jahr 2005 nach monatelangen Vorbereitungen 33 Enten zur Auswilderung auf Campbell Island ausgesetzt werden konnten, das bis dahin von Ratten befreit worden war.

## Weltnaturerbe
Als Teil der Campbell-Inseln zählt die Insel mit zum im Jahr 1998 anerkannten UNESCO-Weltnaturerbe, in dem die subantarktischen Inselgruppen The Snares, Bounty Islands, Antipodes Islands, Auckland Islands und die Campbell-Inseln den Schutzstatus ausgesprochen bekommen haben.